# Stoczek Kocki
Stoczek Kocki (do 21 listopada 1958 Stoczek ) – wieś w Polsce położona w województwie lubelskim, w powiecie lubartowskim, w gminie Jeziorzany.
| SIMC    | Nazwa   | Rodzaj    |
| ------- | ------- | --------- |
| 1020223 | Krzywda | część wsi |
| 0381918 | Skrawki | część wsi |

Wieś stanowi sołectwo gminy Jeziorzany. Według Narodowego Spisu Powszechnego (III 2011 r.) wieś liczyła 185 mieszkańców.
Wierni Kościoła rzymskokatolickiego należą do parafii Narodzenia św. Jana Chrzciciela w Poizdowie.
Wieś szlachecka położona była w drugiej połowie XVI wieku w ziemi stężyckiej. Wieś wchodziła  w skład klucza kockiego księżnej Anny Jabłonowskiej. W latach 1975–1998 miejscowość administracyjnie należała do ówczesnego województwa lubelskiego.
Do końca 1957 roku Stoczek należał do powiatu łukowskiego w woj. lubelskim (drugim Stoczkiem w tym powiecie był Stoczek Łukowski). 1 stycznia 1958 roku Stoczek został przyłączony do powiatu radzyńskiego. Ponieważ w powiecie radzyńskim znajdował się już drugi Stoczek (przyłączony w 1956 roku z powiatu lubartowskiego), w powiecie radzyńskim powstały dwie jednostki administracyjne (gromady) o nazwie "Stoczek". W związku z tym nazwę Stoczka pod Kockiem zmieniono 22 listopada 1958 na Stoczek Kocki. 
29 września 1954 wraz z reformą wprowadzającą gromady w miejsce gmin, w Stoczku utworzono Gromadzką Radę Narodową. 
W czasie wojny obronnej 1939 r. w okolicach wsi miały miejsce działania zbrojne Samodzielnej Grupy Operacyjnej „Polesie” i epizody bitwy pod Kockiem.